# Чоловік та його собака
Чоловік та його собака (фр. Un homme et son chien) — французький драматичний кінофільм 2008 року, знятий Франсісом Юстером, з Жаном-Полем Бельмондо у головній ролі.

## Сюжет
74-річний пенсіонер Шарль (Жан-Поль Бельмондо) вигнаний з дому вдовою Жанною (у минулому — його співмешканкою), яка оголошує про свій новий шлюб. Старого доглядає служниця Жанни Лейла; вона вагітна, але майбутній батько відмовляється визнати майбутню дитину. Проте Шарлю вдається допомогти Лейлі. Шарль залишається на вулиці без засобів для існування. Гордість заважає йому просити милостиню. Він залишений усіма, крім свого пса, якого кличе просто — Мій Собака. У розпачі старий вирішує накласти на себе руки, кинувшись під поїзд, але відданість пса рятує йому життя.

## У ролях
- Жан-Поль Бельмондо — Шарль
- Афсія Ерзі — Лейла
- Юліка Дженкінс — Жанна
- Франсіс Юстер — Робер
- Макс фон Сюдов — Командир
- Жан Дюжарден — робітник
- Хосе Гарсія — пасажир трамваю
- Кароліна Сільйоль — жінка, що роздає їжу безпритульним
- Мішель Берньє — пасажирка трамваю
- Даніель Прево — Ахав
- Франсуаза Фабіан — дружина Ахава
- Крістіана Реалі — мати дівчинки у парку
- Чеки Каріо — гітарист, що сидить на лавці у парку
- П'єр Монді — Баптістен
- Антуан Дюлері — друг Жанни
- Шарль Жерар — бомж
- Патрік Боссо — пасажир трамваю
- Жан-Люк Лемуан — гість на вечірці у Жанни
- Долорес Чаплин — гостя на вечірці у Жанни
- Барбара Шульц — дівчина, що продає квитки на вокзалі
- Сара Б'язіні — робітниця притулку для тварин
- Брюно Лоше — Жан-П'єр, робітник притулку для тварин
- Рашида Бракні — водій
- Данієль Ольбрихський — таксист-поляк
- Орельєн Вік — друг Лейли
- Франсуа Перро — сусід Шарля у лікарняній палаті
- Ніколь Кальфан — його дружина
- Стів Сюїсса — його син
- Жан-Марк Тібо — бомж
- Робер Оссейн — бомж
- Жан-П'єр Бернар — бомж
- Мішлін Прель — жінка, якій Шарль дає милостиню
- Емманюель Ріва — жінка в церкві
- Жак Спіссер — книготорговець
- П'єр Кассіньяр — помічник книготорговця
- Карло Нелл — службовець готелю
- Собака — Клап, вандейський басет-грифон

## Творці фільму
- Режисер: Франсіс Юстер
- Сценарій: Франсіс Юстер, Мюріель Мажеллан
- Оператор: Венсан Жанно
- Композитор: Філіпп Ромбі
- Художник: Домінік Андре
- Монтаж: Лучана Реалі
- Продюсер: Жан-Луї Ліві